# Jelce
Jelce este o localitate din comuna Šentjur, Slovenia, cu o populație de 108 locuitori.